# Putumayo (província)
Putumayo  é uma província do Peru localizada na região de Loreto. Sua capital é a cidade de San Antonio del Estrecho.

## História
A província foi criada mediante a Ley Nº 30186, promulgada em 5 de maio de 2014, no governo do presidente Ollanta Humala.

## Geografia
Abarca uma superfície de 45 927,89 kmª, e está situada na margem setentrional do departamento de Loreto, no limite entre Peru e Colômnia. Seu nome provém do Rio Içá (em espanhol Río Putumayo), este que define sua margem norte e que em cujas margens se licalizam seus principais povoados.

## Distritos da província
1. Putumayo
2. Rosa Panduro
3. Teniente Manuel Clavero
4. Yaguas